# Regolamento Internazionale dei Veicoli

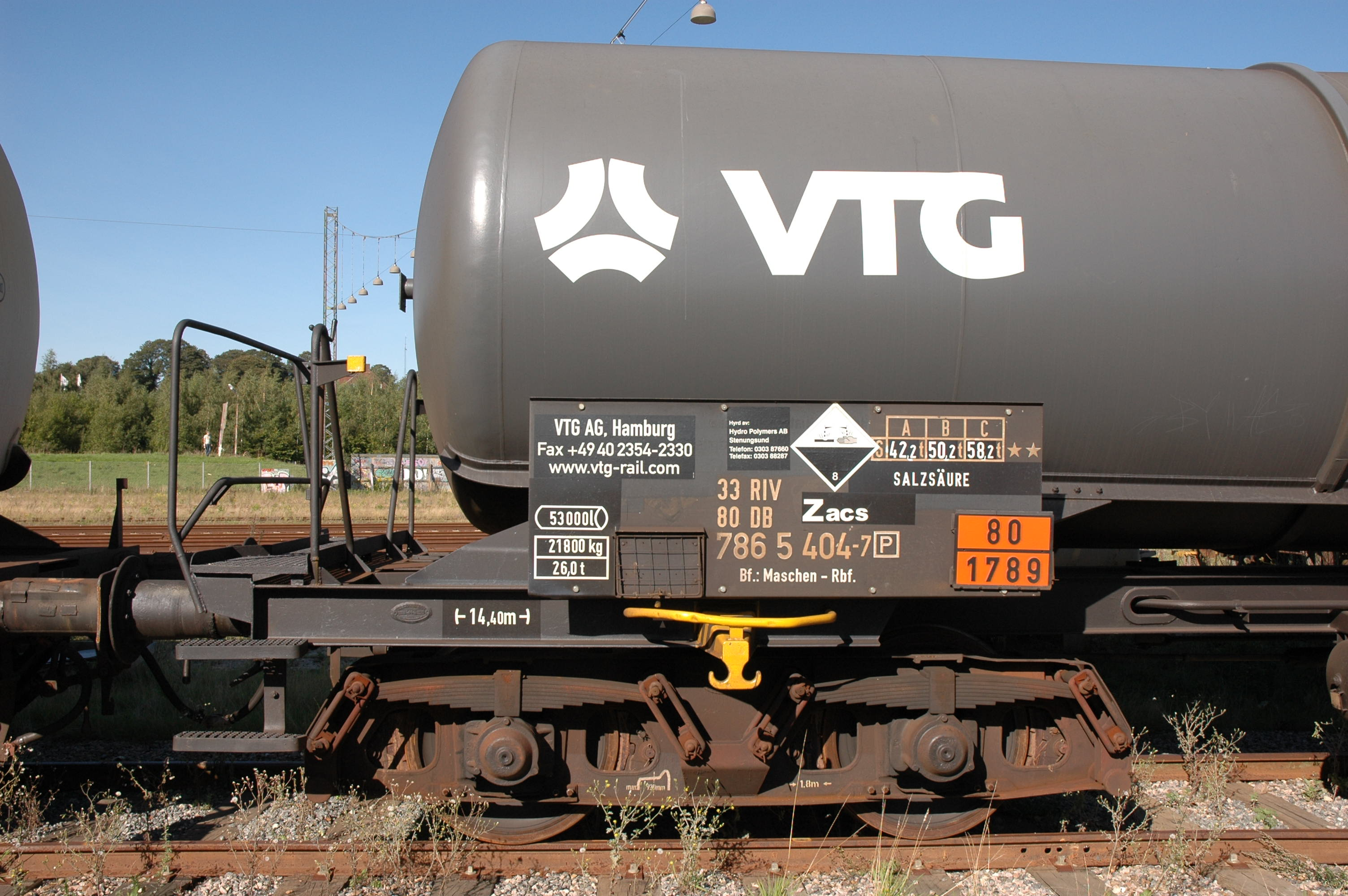
Duitse ketelwagen met RIV-opschrift (in het midden van het bord)

Het RIV (Regolamento Internazionale dei Veicoli) is een in 1921 gesloten overeenkomst inzake het wederzijdse gebruik van goederenwagons in het internationale verkeer op het Europese vasteland.

## Algemeen
Door buitenlandse goederenwagens op het eigen net toe te laten konden nationale spoorwegmaatschappijen het omladen van de lading vermijden. De regeling betrof vooral de technische voorwaarden waaraan RIV-wagens moesten voldoen en de manier waarop dergelijke wagens behandeld moesten worden. Op 1 juli 2006 werd de overeenkomst vervangen door de AVV (Allgemeiner Vertrag für die Verwendung von Güterwagen, Algemene overeenkomst over het gebruik van goederenwagens). De RIV-voorschriften betreffende de belading zijn daarin als bijlage II opgenomen.

## Technische voorwaarden
De goederenwagens moeten aan het internationaal vastgestelde profiel van de vrije ruimte voldoen, zoals dat op het Europese vasteland geldt. Voorts mogen de wagens geen technische inrichtingen hebben die alleen gebruikt kunnen worden als op de losplaats speciale apparatuur of speciale vakkennis aanwezig is. Ten slotte moeten de wagens zich in goede staat bevinden, zodat zich tijdens hun verblijf in het buitenland geen technische mankementen voordoen.

## Werkwijze
Nadat een RIV-wagen in het buitenland gelost is, moet deze naar het land van herkomst worden teruggestuurd. Als door een kleine omweg de wagen beladen kan worden teruggezonden, is dit toegestaan. De eindbestemming van deze lading hoeft zich niet per se in het land van herkomst te bevinden, maar wel op de weg daarheen.

## Opschriften
Aanvankelijk gaf een omrande "T" van "transiet" aan dat een goederenwagen was toegelaten voor internationaal verkeer. Vanaf de jaren vijftig komt hiervoor het omrande opschrift "RIV" in de plaats.